# Rok Petrovič
Rok Petrovič (ur. 5 lutego 1966 w Lublanie, zm. 16 września 1993 niedaleko miejscowości Vela Luka) – słoweński narciarz alpejski reprezentujący Jugosławię.

## Kariera
Po raz pierwszy na arenie międzynarodowej pojawił się w 1982 roku, startując na mistrzostwach świata juniorów w Auron. Zajął tam czwarte miejsce w gigancie. Podczas rozgrywanych rok później mistrzostw świata juniorów w Sestriere zwyciężył w slalomie, a w gigancie zdobył brązowy medal.
W zawodach Pucharu Świata zadebiutował 10 grudnia 1984 roku w Sestriere, gdzie zajął 11. miejsce w slalomie. Tym samym zdobył pierwsze pucharowe punkty. Na podium zawodów tego cyklu pierwszy raz stanął 20 marca 1985 roku w Park City, kończąc rywalizację w slalomie na drugiej pozycji. W zawodach tych rozdzielił Marca Girardellego z Luksemburga i Paula Frommelta z Liechtensteinu. Łącznie dziewięciokrotnie stawał na podium, odnosząc przy tym pięć zwycięstw w slalomie: 1 grudnia 1985 roku w Sestriere, 21 grudnia 1985 roku w Kranjskiej Gorze, 2 lutego 1986 roku w Wengen, 25 lutego 1986 roku w Lillehammer i 11 marca 1986 roku w Heavenly Valley. W sezonie 1995/1996 był siódmy w klasyfikacji generalnej, a w klasyfikacji slalomu zdobył małą kryształową kulę.
Wystartował na igrzyskach olimpijskich w Calgary w 1988 roku, gdzie był dziewiąty w gigancie i jedenasty w slalomie. Był też między innymi siódmy w gigancie na mistrzostwach świata w Bormio w 1985 roku.
Zginął w wypadku podczas nurkowania u wybrzeży chorwackiej wyspy Korčula.

## Osiągnięcia

### Igrzyska olimpijskie
| Miejsce | Dzień     | Rok  | Miejscowość | Konkurencja | Czas biegu | Strata | Zwycięzca     |
| ------- | --------- | ---- | ----------- | ----------- | ---------- | ------ | ------------- |
| 9.      | 25 lutego | 1988 | Calgary     | Gigant      | 2:06,37    | +2,95  | Alberto Tomba |
| 11.     | 27 lutego | 1988 | Calgary     | Slalom      | 1:39,47    | +2,16  | Alberto Tomba |

### Mistrzostwa świata
| Miejsce | Dzień     | Rok  | Miejscowość   | Konkurencja | Czas biegu | Strata | Zwycięzca         |
| ------- | --------- | ---- | ------------- | ----------- | ---------- | ------ | ----------------- |
| 7.      | 7 lutego  | 1985 | Bormio        | Gigant      | 2:28,90    | +2,13  | Markus Wasmeier   |
| DNF     | 10 lutego | 1985 | Bormio        | Slalom      | 1:38,82    | –      | Jonas Nilsson     |
| 12.     | 4 lutego  | 1987 | Crans-Montana | Gigant      | 2:32,38    | +2,58  | Pirmin Zurbriggen |
| 15.     | 8 lutego  | 1987 | Crans-Montana | Slalom      | 1:54,63    | +3,08  | Frank Wörndl      |

### Mistrzostwa świata juniorów
| Miejsce | Dzień    | Rok  | Miejscowość | Konkurencja | Czas biegu | Strata | Zwycięzca     |
| ------- | -------- | ---- | ----------- | ----------- | ---------- | ------ | ------------- |
| 4.      | 6 marca  | 1982 | Auron       | Gigant      | 2:24,67    | +1,65  | Günther Mader |
| 1.      | 4 lutego | 1983 | Sestriere   | Slalom      | 1:36,81    | -      | -             |
| 3.      | 5 lutego | 1983 | Sestriere   | Gigant      | 2:15,25    | +0,87  | Johan Wallner |

### Puchar Świata

#### Miejsca w klasyfikacji generalnej
- sezon 1984/1985: 30.
- sezon 1985/1986: 7.
- sezon 1986/1987: 33.
- sezon 1987/1988: 69.
- sezon 1988/1989: 68.

#### Miejsca na podium
1. Park City – 20 marca 1985 (slalom) – 2. miejsce
2. Sestriere – 1 grudnia 1985 (slalom) – 1. miejsce
3. Kranjska Gora – 21 grudnia 1985 (slalom) – 1. miejsce
4. St. Anton am Arlberg – 25 stycznia 1986 (slalom) – 2. miejsce
5. Wengen – 2 lutego 1986 (slalom) – 1. miejsce
6. Lillehammer – 25 lutego 1986 (slalom) – 1. miejsce
7. Geilo – 2 marca 1986 (slalom) – 3. miejsce
8. Heavenly Valley – 11 marca 1986 (slalom) – 1. miejsce
9. Kranjska Gora – 20 grudnia 1986 (slalom) – 2. miejsce